# Domingas da Costa
Domingas da Costa (* 22. August 1998) ist eine Leichtathletin aus Osttimor. Sie ist eine von zwei osttimoresischen Athleten bei den Sommer-Paralympics 2016 in Rio de Janeiro.
Costa nahm in der Disziplin 400m - T45/46/47 der Frauen teil. Im zweiten Vorlauf wurde sie letzte von sechs Läuferinnen mit einer Zeit von 1:26,26.